# Подберезинский район (Псковская область)
Подберезинский район — административно-территориальная единица в составе Великолукской и Псковской областей РСФСР, существовавшая в 1945—1958 годах.
Подберезинский район в составе Великолукской области был образован в 1945 году. В его состав вошли Брутовский, Гоголевский, Лебедевский, Лесной, Локневский, Ловатский, Немчиновский, Подберезинский, Юхновский с/с Локнянского района, Глуховский, Дунаевский, Красноборский с/с Холмского района и Симоновский с/с Плоскошского района.
В 1954 году Лебедевский с/с присоединён к Гоголевскому, Глуховский и Дунавеский — к Красноборскому, Лесной — к Подберезинкому, Локневский — к Юхновскому.
В 1957 году Брутовский с/с переименова в Матросовский. В том же году район передан в Псковскую область.
В 1958 году Подберезинский район был упразднён, а его территория разделена между Локнянским (Гоголевский, Ловатский, Немчиновский, Подберезинский, Юхновский с/с), Великолукским (Матросовский и часть Немчиновского с/с) и Холмским (Симоновский, Плоскошский, Красногорский с/с) районами.